# Heterostegania lunulosa
Heterostegania lunulosa är en fjärilsart som beskrevs av Moore 1888. Heterostegania lunulosa ingår i släktet Heterostegania och familjen mätare. Inga underarter finns listade i Catalogue of Life.